# Цинь Гуанжун
Цинь Гуанжун (1 декабря 1954, Юнчжоу, пров. Хунань) — китайский политик, с 2014 года замглавы комиссии по внутренним делам и юстиции ВСНП. В 2011—2014 годах глава парткома КПК пров. Юньнань и также пред. её ПК СНП, до этого её губернатор с 2006 года.
Член КПК с января 1972 года, член ЦК КПК 16—18 созывов (кандидат 15 созыва).

## Биография
В 1998—1993 годах заместитель, глава Юнчжоуского окружкома КПК, замглавы Лэншуйтаньского горкома КПК.
В 1993—1998 годах глава горкома КПК г. Чанша (столица пров. Хунань), в 1993—1999 годах член посткома парткома провинции.
В 1999—2003 годах секретарь Политико-юридической комиссии парткома и член посткома парткома пров. Юньнань.
С января 2003 года вице-губернатор, с ноября 2006 года губернатор, с ноября 2011 года по октябрь 2014 года глава парткома пров. Юньнань (Юго-Западный Китай), также пред. ПК СНП провинции.
По некоторому утверждению, причиной его освобождения от должности главы парткома послужила его близость с Лин Цзихуа.
В сентябре 2013 года по приглашению ЦК китайской партии Гоминьдан Цинь Гуанжун с делегацией совершил визит на Тайвань.
С 2014 года замглавы комиссии по внутренним делам и юстиции ВСНП.
Причислялся к сторонниками Цзян Цзэминя, с которым, будучи во главе парткома Юньнани, как утверждается, имел «особенно тесные связи».
Также указывался близким к Лин Цзихуа.